# Улица Хохрякова (Екатеринбург)
Улица Хохряко́ва (прежние названия: Волчий Порядок, Тихвинская) расположена в центре Екатеринбурга между Проспектом Ленина и улицей Народной Воли, у пересечения с проспектом Ленина является продолжением улицы Жукова, в конце упирается в Зелёную Рощу. Протяжённость улицы с севера на юг составляет 1500 м. Улица полностью находится на территории Ленинского района города.
Своё современное название улица получила в 1919 году в честь организатора Красной гвардии на Урале матроса П. Д. Хохрякова.

## История и достопримечательности

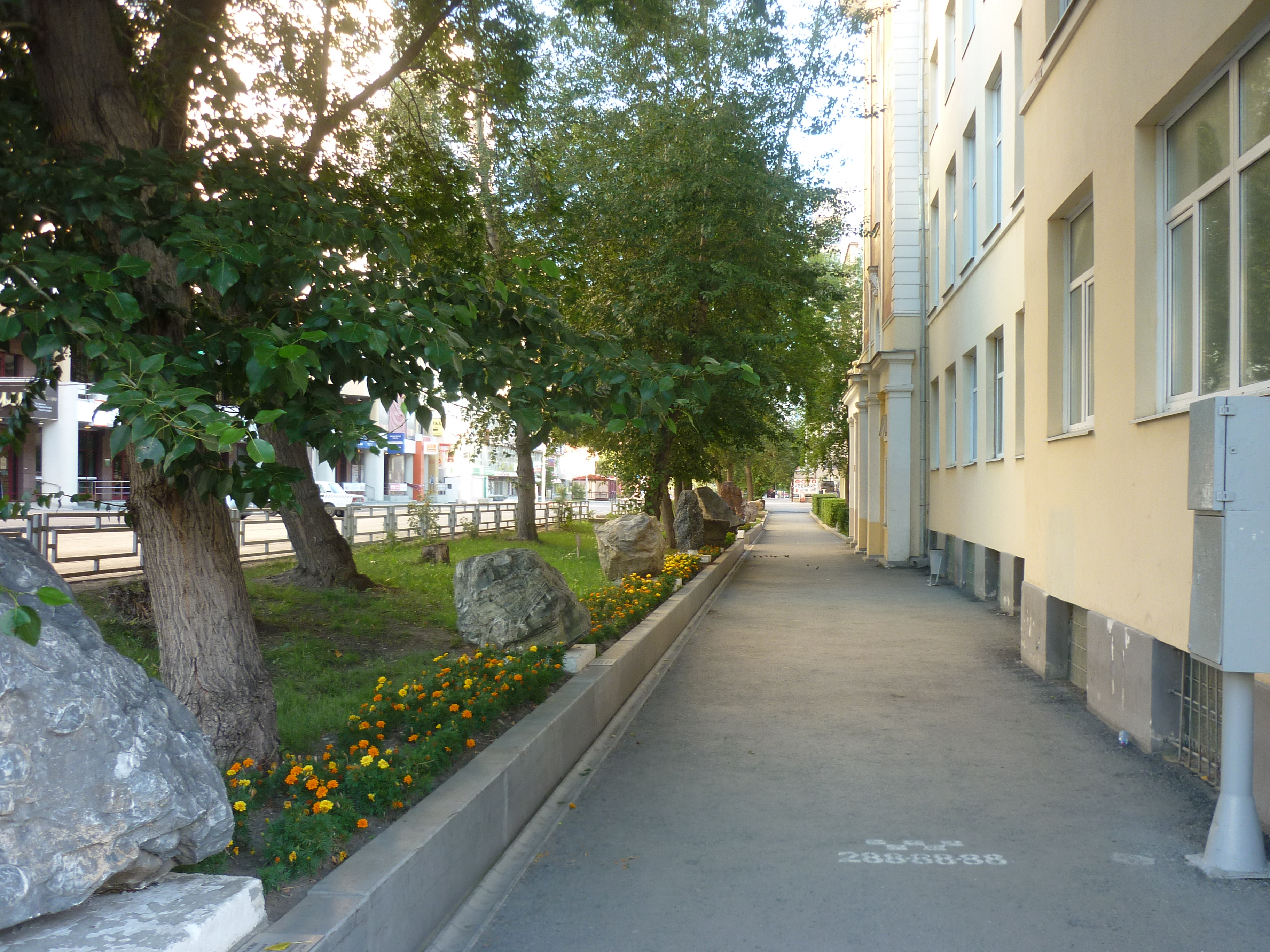
Вид на север у 3-го корпуса горного университета (Хохрякова, 85)

Улица возникла в середине XVIII века после перепланировки центральных улиц города шихтмейстером И. И. Сусоровым. Ранее на месте улицы находились огороды, шедшие по обе стороны Московской дороги, которая отходила от Крепостных ворот Екатеринбургской крепости. В течение длительного времени Тихвинская улица служила жилым образованием Торговой стороны Екатеринбурга и была средоточием богатых усадеб и мастерских преуспевающих ремесленников.

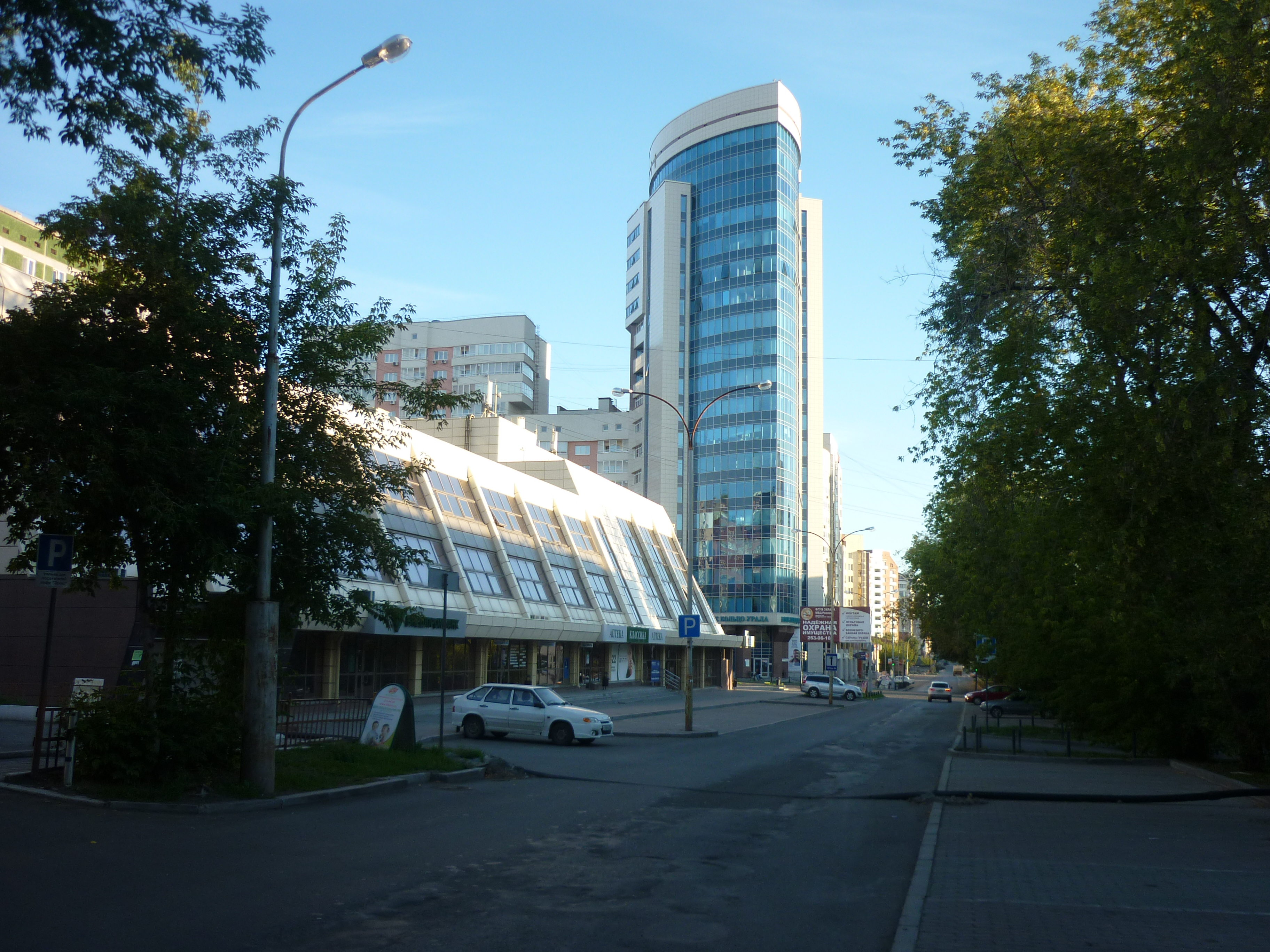
Вид на север от южной оконечности улицы. Торговый центр "Весенний" (слева), бизнес-центр "Кристалл" (высотное здание)

Многие из построек улицы Хохрякова признаны памятниками архитектуры: здание гостиницы «Казань» с солнечными часами на фронтоне, дома А. Д. Калашникова, купца Я. Г. Делинина, В. Д. Белоусова (архитектор А. С. Чирковский), усадьба В. В. Лузина (архитектор Е. М. Косяков), дома Т. К. Стеблиной-Каменской, Д. П. Максимова, Д. П. Башкировой (архитектор М. Л. Бяллозер), И. Е. Шебарчина и др.
В дореволюционном Екатеринбурге здесь также располагались кузнечная и экипажная мастерская Г. Я. Трусова, кузница Сырчина, кузница и бондарная мастерская А. А. Попова. На пересечении с Покровским проспектом (улица Малышева) находилась гостиница «Метрополь» (на середину 2000-х годов в нём находилось Средне-Уральское книжное издательство). В доме № 62 с 1931 по 1962 годы жил известный уральский художник И. К. Слюсарев. Улица частично сохранила старую застройку.
В северной части улицы (дом № 10) в 2008 году было построено высотное здание бизнес-центра «Палладиум», на перекрёстке улиц Хохрякова и Радищева в 2005 году был построен жилой комплекс «Аквамарин» (три дома этажностью от 20 до 26 этажей). Южная часть улицы Хохрякова подходит к Зеленой роще и стенам Ново-Тихвинского монастыря. Там же находятся корпуса института «Уралмеханобр», учебного здания Уральского государственного горного университета.
В феврале 2014 года общественная организация СМС выступила с обращением о переименовании улицы Хохрякова и возвращении ей исторического названия "улица Тихвинская". Был проведен опрос в социальной сети ВКонтакте, в котором приняло участие более 11500 человек, из которых 61,7% высказались за переименование улицы.